# (73885) Kalaymoodley
(73885) Kalaymoodley – planetoida z pasa głównego asteroid okrążająca Słońce w ciągu 3 lat i 214 dni w średniej odległości 2,34 j.a. Została odkryta 1 marca 1997 roku. Przed nadaniem nazwy planetoida nosiła oznaczenie tymczasowe (73885) 1997 EV.